# Maurice Schilles
Maurice Auguste Schilles (Puteaux, 25 de febrero de 1888-París, 20 de diciembre de 1957) fue un deportista francés que compitió en ciclismo en la modalidad de pista.
Participó en los Juegos Olímpicos de Londres 1908, obteniendo dos medallas, oro en la prueba de tándem y plata en 5000 m. Ganó tres medallas en el Campeonato Mundial de Ciclismo en Pista entre los años 1909 y 1925.

## Medallero internacional
| Juegos Olímpicos   | Juegos Olímpicos         | Juegos Olímpicos  | Juegos Olímpicos         |
| Año                | Lugar                    | Medalla           | Competición              |
| ------------------ | ------------------------ | ----------------- | ------------------------ |
| 1908               | Londres (Reino Unido)    | Medalla de oro    | Tándem                   |
| 1908               | Londres (Reino Unido)    | Medalla de plata  | 5000 m                   |
| Campeonato Mundial |                          |                   |                          |
| Año                | Lugar                    | Medalla           | Competición              |
| 1909               | Copenhague (Dinamarca)   | Medalla de bronce | Velocidad individual (A) |
| 1924               | París (Francia)          | Medalla de bronce | Velocidad individual (P) |
| 1925               | Ámsterdam (Países Bajos) | Medalla de plata  | Velocidad individual (P) |